# Macrobrachium borellii
Macrobrachium borellii is een garnalensoort uit de familie van de Palaemonidae. De wetenschappelijke naam van de soort is voor het eerst geldig gepubliceerd in 1896 door Nobili.